# 431
431（四百三十一、よんひゃくさんじゅういち）は自然数、また整数において、430の次で432の前の数である。

## 性質
- 431は83番目の素数である。1つ前は421、次は433。 
  - 約数の和は432。
- 431と433は23番目の双子素数である。1つ前は (419, 421)、次は (461, 463) 。
- 23番目のソフィー・ジェルマン素数である。1つ前は419、次は443。
- 23番目のスーパー素数である。1つ前は401、次は461。
- 431 = 431 + 0 × ω (ωは1の虚立方根)
  - a + 0 × ω (a > 0) で表される43番目のアイゼンシュタイン素数である。1つ前は419、次は443。
- 431 = 431 + 0 × i (iは虚数単位)
  - a + 0 × i (a > 0) で表される42番目のガウス素数である。1つ前は419、次は439。
  - ガウス素数かつアイゼンシュタイン素数である21番目の素数。1つ前は419、次は443。
- 43…31 の形の最小の素数である。次は43331。ただし挟まれた数は無くてもいいとすると最小は41。(オンライン整数列大辞典の数列 A101723)
- 末尾の2桁が31の4番目の素数である。1つ前は331、次は631。(オンライン整数列大辞典の数列 A167388)
- 1/431は循環節の長さ215の循環小数である。
  - 逆数が循環小数になる数で循環節が215になる最小の数である。次は862。
  - 循環節が n になる最小の数である。1つ前の214は1499、次の216は7957。(オンライン整数列大辞典の数列 A003060)
- 431/510 は常用対数 log107 のよい近似値である。 431/510 = 0.8450980392… 、log107 = 0.8450980400… で、誤差は約0.00000009449％ であり、分母が6桁以下の既約分数まで含めた中でも、もっとも log107 に近い値である。
- 各位の和が8になる34番目の数である。1つ前は422、次は440。
  - 各位の和が8になる数で素数になる7番目の数である。1つ前は251、次は503。(オンライン整数列大辞典の数列 A062343)
- 1～23までの約数の和である。1つ前は407、次は491。
- 431 = 29 − 92
  - 4番目の第2種レイランド素数である。1つ前は79、次は58049。
  - n = 9 のときの 2n − n2 の値とみたとき1つ前は192、次は924。(オンライン整数列大辞典の数列 A024012)
    - 2n − n2 で表せる3番目の素数である。1つ前は79、次は130783。(オンライン整数列大辞典の数列 A075896)

## その他 431 に関連すること
- バーコード規格、EANの国コード431は、ドイツ。
- プランケット(USS Plunkett, DD-431)は、アメリカ海軍の駆逐艦。
- ウォルラス (USS Walrus, SS-431) は、アメリカ海軍の潜水艦。(未建造)
- デジタル表示式時計またはストップウォッチ等で出現する34番目の素数である。（例: 4:31、4分31秒 = 271秒も素数である。）1つ前は401、次は443。（参照オンライン整数列大辞典の数列 A118849）